# Río Verde Arriba
Río Verde Arriba è un distretto amministrativo del comune Concepción de La Vega della Repubblica Dominicana, situato nella Provincia di La Vega.